# Coppa Agostoni 1965
La Coppa Agostoni 1965, diciannovesima edizione della corsa, si svolse il 13 ottobre 1965 su un percorso di 230 km. La vittoria fu appannaggio dell'italiano Tommaso De Prà, che completò il percorso in 5h54'56", precedendo il francese Roger Pingeon ed il connazionale Giuseppe Fezzardi.
Sul traguardo di Lissone 48 ciclisti, su 96 partiti dalla medesima località, portarono a termine la competizione. 

## Ordine d'arrivo (Top 10)
| Pos. | Corridore         | Squadra                  | Tempo    |
| ---- | ----------------- | ------------------------ | -------- |
| 1    | Tommaso De Prà    | Molteni                  | 5h54'56" |
| 2    | Roger Pingeon     | Peugeot-BP-Michelin      | a 10"    |
| 3    | Giuseppe Fezzardi | Molteni                  | s.t.     |
| 4    | Tom Simpson       | Peugeot-BP-Michelin      | a 45"    |
| 5    | Franco Bitossi    | Filotex                  | a 52"    |
| 6    | Gianni Motta      | Molteni                  | a 55"    |
| 7    | Michele Dancelli  | Molteni                  | s.t.     |
| 8    | Emile Daems       | Ignis                    | s.t.     |
| 9    | Willy Monty       | Pelforth-Sauvage-Lejeune | s.t.     |
| 10   | Imerio Massignan  | Ignis                    | s.t.     |